# Меден оксид
Медният оксид е химично съединение, което се образува при окисляването на медта. Той е черно кристално вещество, практически неразтворимо във вода.

## Химични свойства
- От водорода и от въглерода се редуцира до елементарна мед:

{\displaystyle {\ce {CuO + H2->Cu + H2O}}}
{\displaystyle {\ce {CuO + C->Cu + CO ^}}}
- Медният оксид е амфотерен оксид – взаимодейства с киселини, а при определени условия и с концентрирани основи, до получаването на купрати:

{\displaystyle {\ce {CuO + 2HCl->CuCl2 + H2O}}}
{\displaystyle {\ce {2KOH + CuO + H2O->K2[Cu(OH)4]}}}
- При загряване над 800 °С в присъствие на елементарна мед медният оксид се редуцира до червения димеден оксид – Cu2O:

{\displaystyle {\ce {CuO + Cu-> Cu2O}}}